# Viereth-Trunstadt

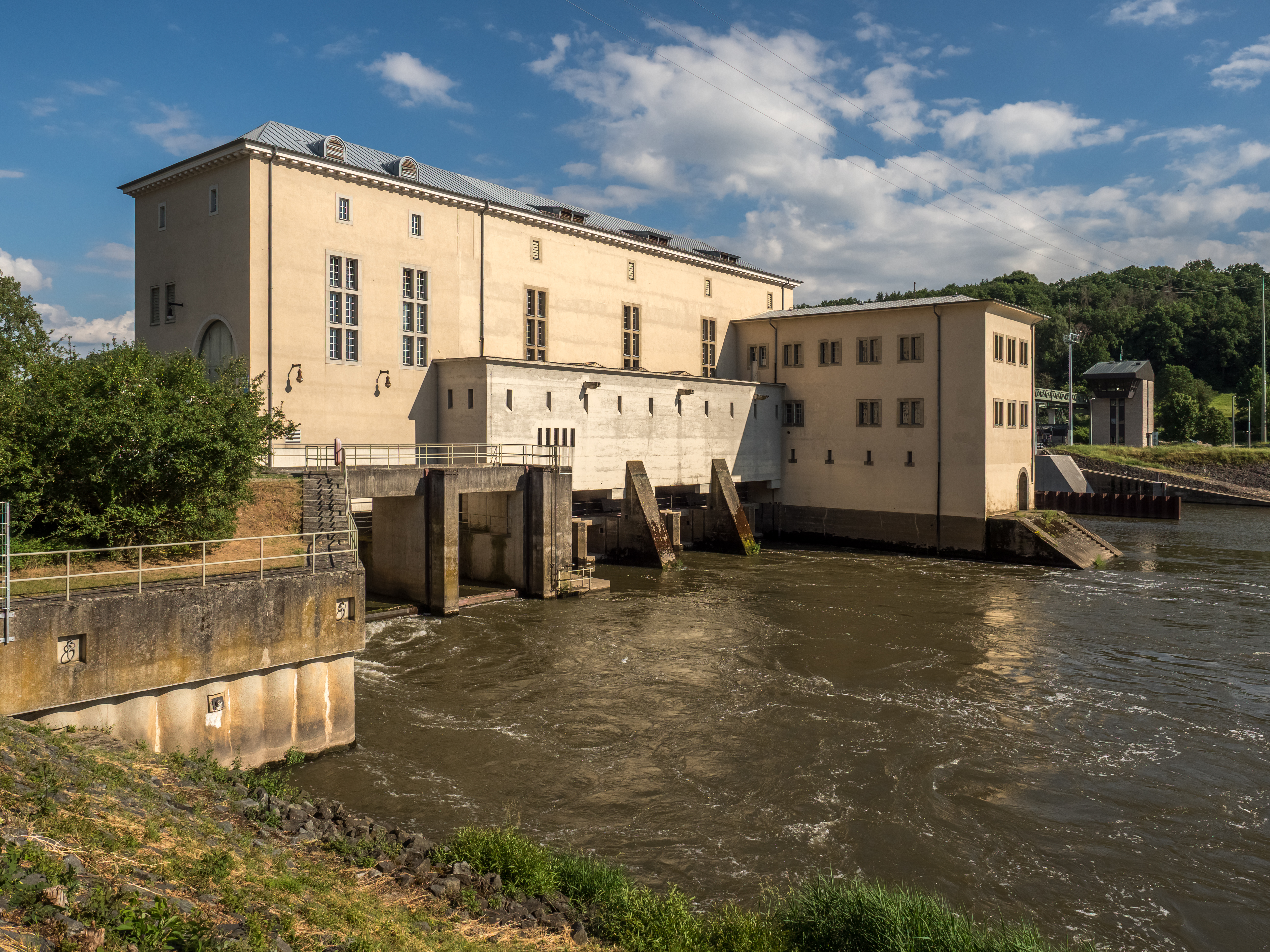
Barrage hydro-électrique à Viereth. Juin 2017.

Viereth-Trunstadt est une commune de Bavière (Allemagne), située dans l'arrondissement de Bamberg, dans le district de Haute-Franconie.